# Eiskanurennen

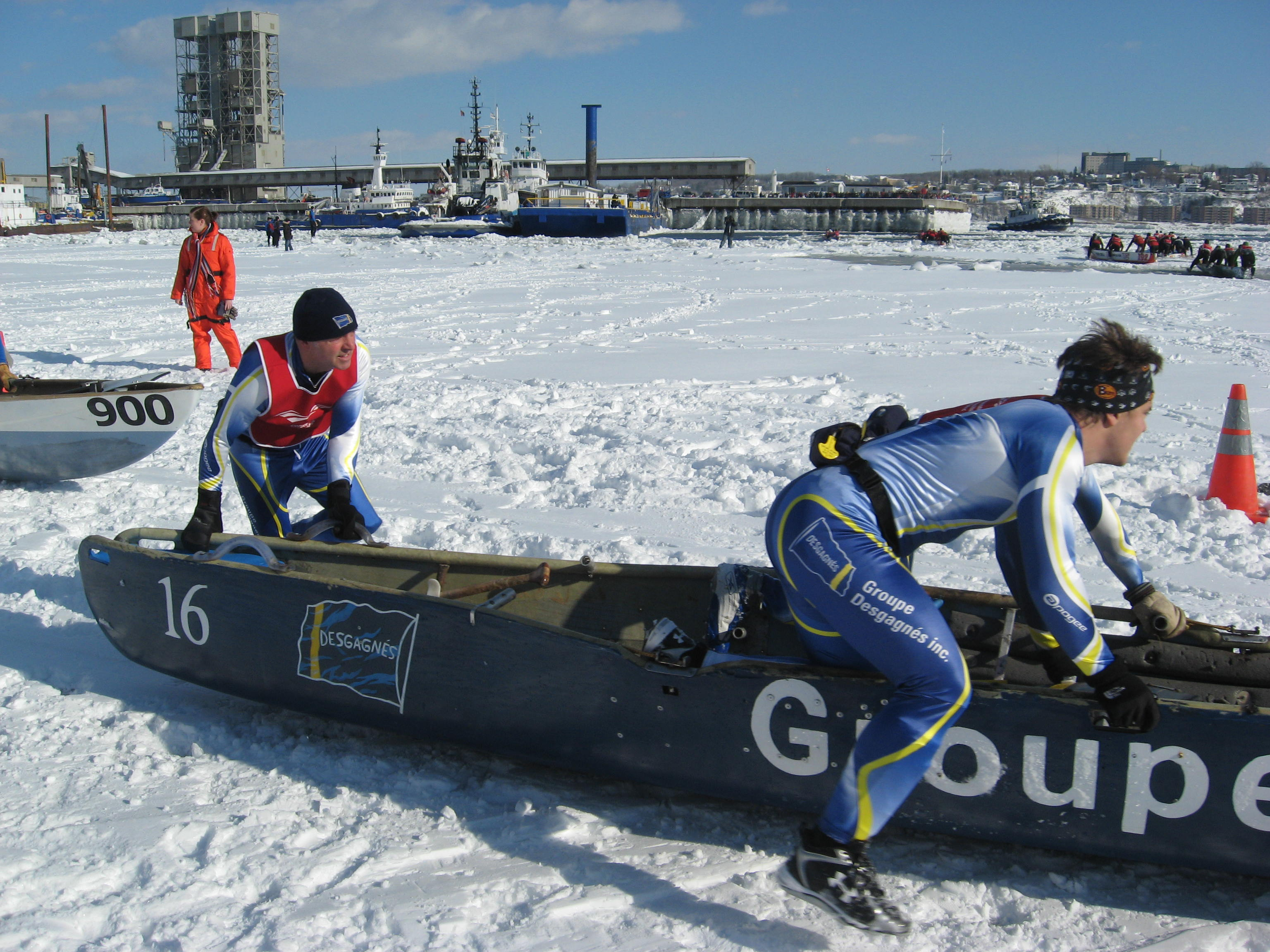
Eiskanurennen auf dem Sankt-Lorenz-Strom in Québec 2011

Der Wettlauf mit Ruderbooten über teilweise gefrorene Wasserflächen (französisch: canots à glace) ist ein Extrem-Mannschafts-Wintersport in Québec, Kanada, der seinen Ursprung im Gebiet des Sankt-Lorenz-Stroms und der Großen Seen hat.
Bis Ende des 19. Jahrhunderts, teilweise bis ins 20. Jahrhundert hinein, waren Kanus und Ruderboote in Kanada das wichtigste und oft das einzige Verkehrs- und Transportmittel. Im Winter wurden Verbindungen aufrechterhalten, solange sich zwischen den zufrierenden Gewässern noch offene Wasserflächen befanden. Den Bootsbau und die Technik des Eisquerens übernahmen die Einwanderer von den Eingeborenen.
Je nach Zustand des Eises kommen verschiedene Techniken zur Anwendung. Über geschlossene Eisflächen wird das Boot von der Mannschaft gezogen; je nach Stärke des Eises müssen sich die Teilnehmer mehr oder weniger am Bootsrand abstützen. Dünnes Eis kann mit dem Boot noch aufgebrochen werden. Ist das Wasser dicht mit Eisschollen belegt, was am häufigsten vorkommt, springen die Teilnehmer von Scholle zu Scholle und ziehen das Boot mit. Dabei stützen sie sich ebenfalls am Boot ab oder stehen im Boot und stoßen sich mit den Füßen von den Schollen ab. Häufig müssen dabei sich auftürmende Eisschollen überwunden werden. Eisfreie Flächen werden dann wieder rudernd überquert.
Das bekannteste Wettrennen findet während des Karnevals von Québec Ende Januar bis Mitte Februar statt, bei dem bis zu 50 Mannschaften den eisbedeckten St. Lorenz überqueren. Das erste Rennen wurde 1894 anlässlich des Winterkarnevals zwischen Québec und dem am Südufer des Flusses liegenden Lévis organisiert. Frauen nehmen seit 1987 an den Rennen teil.
Es gibt drei Kategorien: „Elite Männer“, „Elite Frauen“ und die Kategorie „Sport“. Während es sich bis vor kurzem um eine rein regionale Veranstaltung handelte, nahmen in jüngerer Zeit auch Mannschaften aus dem übrigen Kanada, aus Chicago und sogar aus Frankreich teil. Die Vereine in Québec sind in der Association des coureurs en canot à glace du Québec (ACCGQ) zusammengeschlossen.
Ursprünglich aus Holz, bestehen die Boote heute aus Kunststoff bzw. Fiberglas mit Metallverstärkung, neuerdings kommen auch Kevlar und Kohlenstofffaser zum Einsatz. Letztere sind allerdings teuer und aufgrund der Mindestgewichte für die Boote nur begrenzt einsetzbar. Das Leergewicht der Boote liegt typischerweise zwischen 100 und 160 kg. Für die drei genannten Wettbewerbskategorien gibt es unterschiedliche Mindestgewichte. Die Bootslängen liegen zwischen 6 und 8,6 m und es gibt auch Bestimmungen für die Mindestbreiten.